# The London Sessions (Tiësto)
The London Sessions è il sesto album in studio del DJ olandese Tiësto, pubblicato nel 2020.

## Tracce
1. God Is a Dancer (featuring Mabel) – 2:48
2. Nothing Really Matters (featuring Becky Hill) – 2:37
3. Ride (featuring The Kid Daytona & ROE) – 3:24
4. Ritual (with Jonas Blue featuring Rita Ora) – 3:19
5. Jackie Chan (with Dzeko featuring Preme & Post Malone) – 3:35
6. Lifestyle (featuring Kamille) – 2:42
7. On My California (with Shaun Frank featuring Snoop Dogg & Fontwell) – 3:07
8. Blue (featuring Steve Appleton) – 2:48
9. Round & Round (featuring Galxara) – 3:17
10. Lose You (featuring ILIRA) – 2:30
11. Over You (featuring Becky Hill) – 2:26
12. What's It Gonna Be (featuring Kamille) – 2:42
13. Insomnia (featuring Violet Skies) – 7:35